# 猶加敦深水蝨
猶加敦深水蝨（或稱猶加敦具足蟲）為生長於墨西哥灣的海洋等足類生物，隸屬於大王具足蟲屬下的物種。
猶加敦深水蝨於2022年8月10日由臺灣國立台南大學生物科技學系副教授黃銘志、日本國際螯蝦學會會長川井唯史以及澳洲昆士蘭博物館無脊椎動物榮譽研究員尼爾·布魯斯（Nile L. Bruce）共同發表為新種深水蝨。

## 發現史
猶加敦深水蝨於墨西哥灣被捕獲，最初鑑定為另一體型較大的物種大王具足蟲，被保存於日本新江之島水族館。後臺灣國立台南大學生物科技學系副教授黃銘志因比對鑑定用途向日本新江之島水族館交換兩件大王具足蟲標本，比對過程中發現此兩件標本型態不一致，經過分子生物學技術進行細胞色素c氧化酶亞基1（COI）和 16S rRNA 分析與比對，並與日本國際螯蝦學會會長川井唯史及澳洲昆士蘭博物館無脊椎動物榮譽研究員尼爾．布魯斯兩位分類學家共同研究鑑定後確認為新物種，以其發現地墨西哥灣猶加敦半島為依據而命名。此物種為墨西哥灣目前所發現之第三種深水蝨：另兩種為1879年發表之大王具足蟲及2016年發表之，研究人員推測墨西哥灣仍有其他未發現之物種。

## 身體特徵
猶加敦深水蝨長約10英吋，寬約5英吋。